# Terzolas
Terzolas é uma comuna italiana da região do Trentino-Alto Ádige, província de Trento, com cerca de 558 habitantes. Estende-se por uma área de 5 km², tendo uma densidade populacional de 112 hab/km². Faz divisa com Caldes, Cles e Malé.